# جون لارسون (موسيقي)
جون لارسون هو موسيقي سويدي، ولد في 8 ديسمبر 1974 في غوتنبرغ في السويد.

## وصلات خارجية
- جون لارسون على موقع IMDb (الإنجليزية)
- جون لارسون على موقع ميوزك برينز (الإنجليزية)
- جون لارسون على موقع أول ميوزيك (الإنجليزية)
- جون لارسون على موقع ديسكوغز (الإنجليزية)